# Manwë

Representação de Manwë por DymondStarr

Manwë Súlimo, ou simplesmente Manwë, é um personagem fictício da obra O Silmarillion, do filólogo e professor britânico J. R. R. Tolkien. Era um dos Ainur, criado pela vontade de Eru Ilúvatar, e o líder dos Valar. Manwë controlava os ventos e era o marido de Varda, morando com ela em Ilmarin, em Oiolossë, a maior das montanhas da Terra, acima das neves eternas, nome este que é citado no poema Namárië.
Manwë era o mais nobre e o maior em autoridade dos Valar, apenas menos poderoso que Melkor, seu irmão. Ele possuía um arauto e porta-estandarte, Eönwë, um Maia.

## Aparência e personalidade
Manwë era um governante gentil e compassivo, despreocupado com seu próprio poder.
Ele trajava vestes azuis e tinha os olhos da mesma cor, empunhando um ceptro de safira feito para ele pelos Noldor. No entanto, gostava mais dos Vanyar do que dos outros elfos, porque eles amavam poesia e cantar, e Manwë deleitava-se principalmente com versos e com o canto de palavras.

## Biografia
Manwë era (juntamente com Melkor) o mais velho dos Ainur, e aquele que melhor entendia a vontade de Eru. Quando Melkor criou a discórdia na Música dos Ainur, o Segundo Tema de Eru, que se ergueu para combater a discórdia, usou Manwë como seu principal instrumento. Assim, quando Arda foi formada, Manwë tornou-se seu rei, daí o seu famoso título, Rei Ancião (embora Melkor também se referisse a si assim). Ele supervisionou todas as tentativas dos Valar de estabelecer Arda, mas foi incapaz de deter os ataques de Melkor até o Vala Tulkas chegar a Arda para ajudar os seus pares.
Depois disso, os Valar, sob o comando de Manwë, fizeram a sua morada na Terra-média, na Ilha de Almaren, e construíram as duas Lâmpadas para iluminar o mundo. Contudo, Melkor destruiu as Lâmpadas, e os Valar retiraram-se para o continente de Aman, fortificando-o. Mais tarde, aquando do despertar dos Elfos na Terra-média, os Valar uniram-se para subjugar Melkor. Sendo vitoriosos, Melkor foi aprisionado nos Salões de Mandos. Os Elfos foram então convidados a viajar para Aman e a viver entre os Valar. Durante as três Eras do aprisionamento de Melkor, Valar e Elfos viveram em paz e felicidade. No entanto, Melkor foi depois autorizado a pedir perdão perante Manwë.
Como Manwë era completamente despojado de mal, era incapaz de compreendê-lo, o que o levou a acreditar no falso arrependimento de Melkor. Desta forma, Manwë libertou Melkor de Mandos. Melkor começa então a tramar a queda dos Elfos e a ruína da felicidade de Aman, espalhando mentiras astutamente entre os Noldor, que logo se tornaram ressentidos com os Valar devido à maldade camuflada pelos sábios conselhos do senhor escuro. Eventualmente, devido às ações revoltosas do príncipe Noldorin Fëanor, as mentiras de Melkor foram descobertas, mas ele fugiu antes de ser recapturado. Pouco tempo depois, Melkor recrutou a grande aranha Ungoliant e envenenou as Duas Árvores, assassinando de seguida o Alto Rei dos Noldor, Finwë. Tal, e o roubo das Silmarils, incitou Fëanor a deixar Aman com a maioria dos Noldor em rebelião.
Mais tarde, Manwë soube que os Noldor revoltados tinham atacado e chacinado muitos dos Teleri, proibindo-os de retornarem a Valinor após a sua partida. Ele declarou também que tais Elfos não receberiam qualquer ajuda dos Valar na sua guerra contra Morgoth. Manwë fez então com que Valinor fosse escondida por meio dos Mares Sombrios e das Ilhas Encantadas, a fim de evitar que os Noldor conseguissem regressar.
Para alentar os Eldar, mandou Aulë modelar o Sol e a Lua, pois sabia que a ascensão dos Atani estava para breve, e enviou Thorondor e as Águias para vigiarem a Terra-média, como se entente no excerto que se segue:
«Mas Manwë Súlimo, o mais nobre e sagrado dos Valar, instalou-se nas fronteiras de Aman, sem que o seu pensamento abandonasse as terras exteriores, pois o seu trono erguia-se majestoso no pináculo de Taniquetil, a mais alta das montanhas do mundo, que se elevava na margem do mar. Espíritos sob a forma de falcões e águias voavam constantemente dentro e fora das suas mansões; e os seus olhos podiam ver até às profundezas dos mares e traspassar as cavernas ocultas debaixo do mundo.»
Após a queda de Morgoth, Manwë lançou-o no vazio.

## Etimologia
Manwë significa "Abençoado", em quenya, da raíz mān ("bom, abençoado ou imaculado") e a terminação masculina -wë ("pessoa"). Todavia, diz-se que também é uma versão do nome valarin Mānawenūz, o nome valarin original para Manwë. Significaria "Abençoado, Aquele (mais próximo) de acordo com Eru".
Já Súlimo é o seu epíteto quenya, significando "Senhor do Sopro de Arda", literalmente "Respirador". A versão sindarin de Súlimo era provavelmente Thû, apesar de nessa língua ser chamado Aran Einior, "Rei Ancião". Em adûnaico, era apelidado de Amân.
Nas traduções de Eriol para o inglês antigo, Manwë é referido como Wolcenfréa, consistindo em wolcen ("céu"; cf. inglês moderno "welkin") + fréa ("governante").

## Outras versões do legendário
Nas primeiras versões do legendário, Manwë e Varda eram intitulados de Wanwavoisi e eram concebidos como os pais de Eonwë (aí chamado Fionwë Úrion) e Ilmarë (aí chamada Erinti). Tolkien abandonou mais tarde esta ideia.

## Inspiração
Manwë partilha muitas características com os grandes deuses do panteão das mitologias reais, particularmente com Zeus/Júpiter da mitologia greco-romana (tal como Zeus, Manwë é simultaneamente uma "divindade" do céu e um líder do seu panteão, estando associado à águia); com o Odin nórdico, no sentido de estarem associados à sabedoria e aos céus; e com o Arcanjo Miguel das religiões cristãs, no sentido de só ficar atrás de Ilúvatar em justiça e autoridade após a queda de Melkor.

## Fragmento de "O Silmarillion"
«[...] Manwë é mais querido a Ilúvatar e compreende mais claramente os seus propósitos. Foi destinado a ser, na plenitude do tempo, o primeiro de todos os reis: senhor do reino de Arda e soberano de quantos nele vivessem. Em Arda, o seu deleite está nos ventos e nas nuvens e em todas as regiões do ar, das alturas aos abismos, das mais extremas fronteiras do véu de Arda às brisas que sopram na erva. Súlimo é o seu cognome (Senhor do Hálito de Arda). Ama todas as aves velozes, fortes de asa; e elas vão e vêm a seu mandado.»